# Фатос Арапі
Фатос Арапі (алб. Fatos Arapi; нар. 19 липня 1930 — 11 жовтня 2018) — албанський поет, письменник, перекладач і журналіст, лауреат премії Золотий вінець за 2008 рік.
Народився у селі Звернец, поблизу Вльори. Вивчав економіку у Софії, Болгарія з 1949 по 1954, а потім почав працювати журналістом у Тирані. Незабаром він став відомий як поет, і став далі працювати науковим співробітником історико-філологічного факультету Тиранського університету. Зараз він живе у Тирані.

## Книги
- Shtigje poetike, 1962
- Partizani pa emër, 1962
- Poema dhe vjersha, 1966
- Ritme të hekurta, 1968
- Patat e egra, 1969
- Dhjetori i shqetësuar, 1970
- Dikush më buzëqështë, 1972
- Poezi të zgjedhura, 1974
- Drejt qindra shekujsh shkojmë 1977
- Shokët, 1977
- Cipa e borës, 1985
- Deti në mes, 1986
- Ku shkoni ju statuja, 1990
- Qezari dhe ushtari i mirë Shvejk, në front diku, 1995
- Gjeniu pa kokë, 1999

## Переклади
- Këngë për njeriun, Nikolla Vapcarov, 1981;
- Poezi, Pablo Neruda, 1989;
- Safo, 1990;
- Antologji e poezisë turke,